# Pigouviansk skatt

Diagram över en pigouviansk skatt, effekten på den sociala kostnadsnivån och den resulterade socialt optimala kvantiteten (rött). Skattens totalintäkt motsvaras av arean av det gråa området.

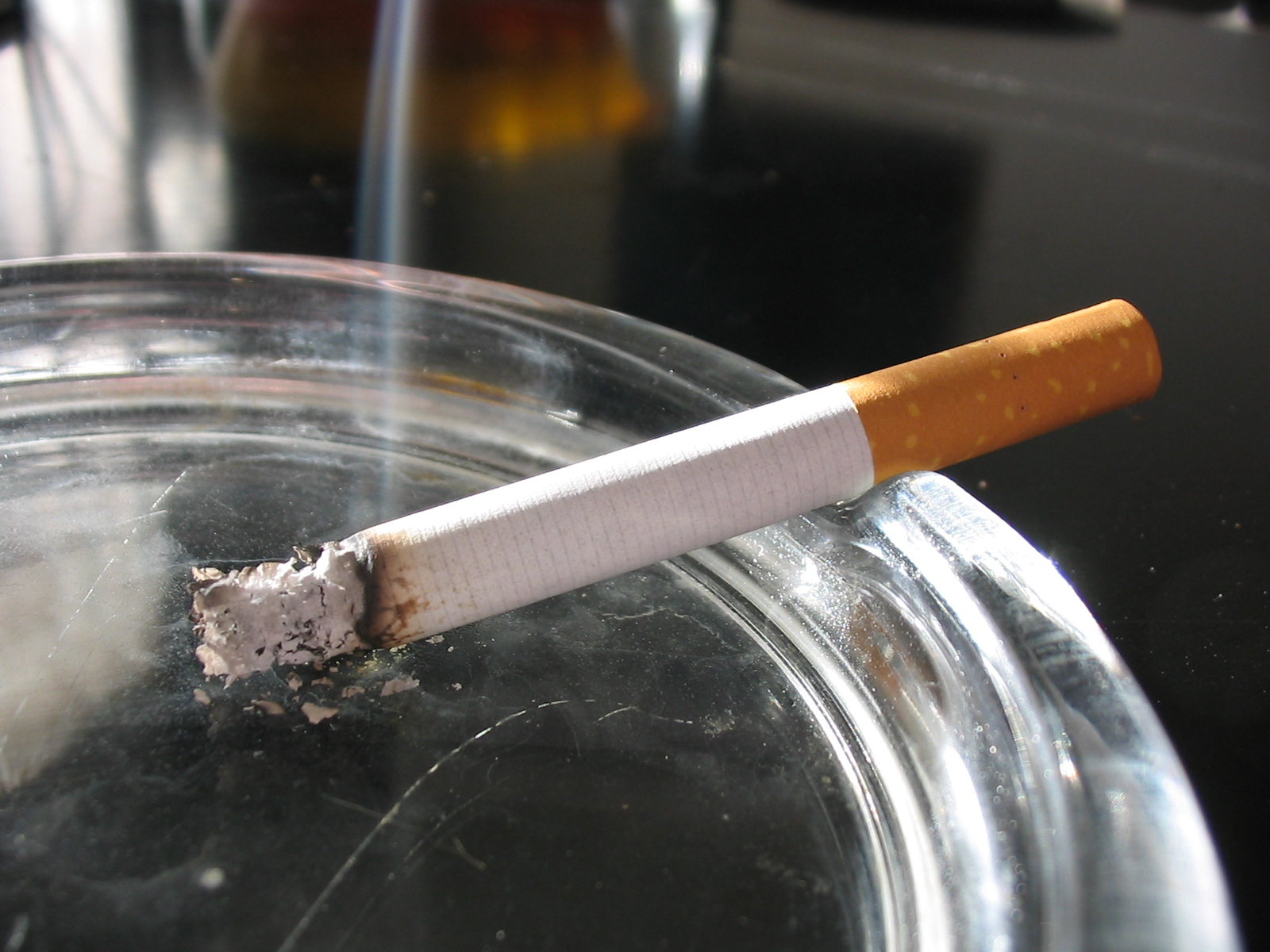
Tobaksskatt är en pigouviansk skatt, som syftar till att överföra samhällets kostnader för rökning på konsumenten.

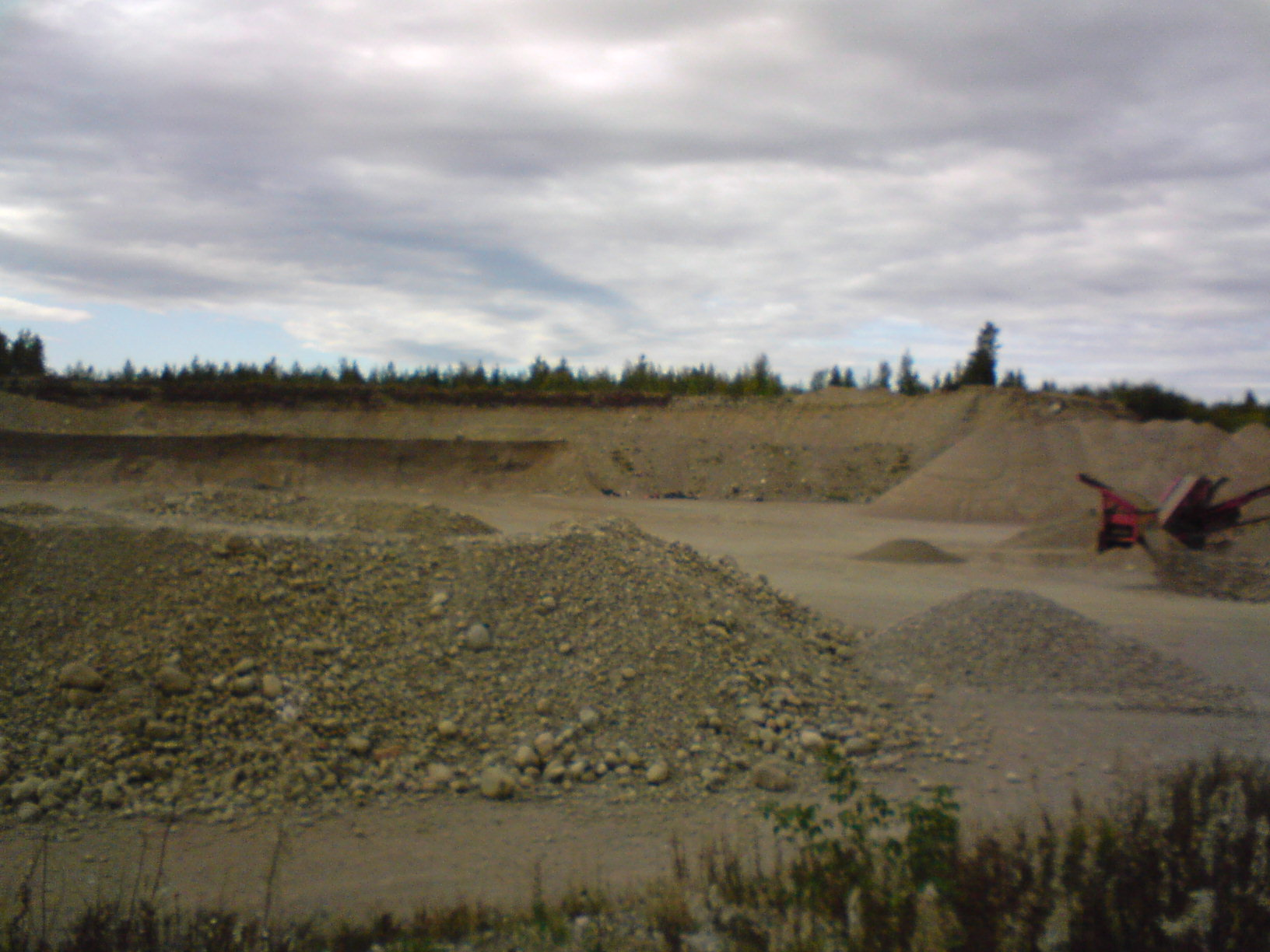
Brytning i grustäkter är belagd med naturgrusskatt.

Pigouvianska skatter är skatter som justerar negativa externaliteter hos en marknadsaktivitet. De är effektiviserande skatter. Skatterna är motiverade när de sociala kostnaderna, alltså hela samhällets kostnader för aktiviteten, är högre än de ingående aktörernas privata kostnader. En pigouviansk skatt ökar de privata kostnaderna med mellanskillnaden upp till nivån för de sociala kostnaderna.
På så sätt skapas incitament för producenterna att inte producera lika mycket av den (delvis) skadliga varan. Utbudet hamnar därmed på den gemensamt optimala nivån och marknadseffektiviteten ökar. Därmed skapas jämvikten:
- MSC (social marginalkostnad) = MPC (privat marginalkostnad) + T (pigouviansk skatt)

Samt slutligen:
- P (pris) = MSC (social marginalkostnad).

Optimalt sett bör skatten motsvara exakt mellanskillnaden mellan sociala och privata kostnader. Att bestämma den skillnaden kan vara svårt, vilket är en kritik mot skatten. Det behöver dock inte vara ett argument. Det räcker med att en pigouviansk skatt reducerar den negativa externaliteten mer än dess egen kostnad, d.v.s att skatten ökar den samlade nettonyttan. I många fall är skillnaderna mellan sociala och privata kostnader uppenbara. Vilka skatter som bör betraktas som pigouvianska skatter är delvis en värderelaterad stridsfråga som beror på hur olika människor värderar de externa effekter som olika aktiviteter orsakar.
Pigouvianska skatter har fått sitt namn från ekonomen Arthur Pigou som även utvecklade konceptet externaliteter. Nationalekonomen William Baumol var betydelsefull i att placera Pigous arbete inom ramen för modern ekonomisk teori.

## Mekanismens fördelar och problem
Alternativet till pigouvianska skatter är regleringar. Dessa är ofta mer kostsamma för samhället och blir ofta mer ineffektivt. Pigouvianska skatter skapar intäkter och justeras automatiskt till marknadsförändringar, såsom lägre produktionskostnader. Med pigouvianska skatter finns det alltid incitament att minska externaliteter som miljöföroreningar. Med direkta regleringar saknar förorenande företag motiv att förorena på ännu lägre nivåer än själva gränsvärdet. Ekonomisk teori förutsäger att när kostnaderna för gemensamma beslut är höga, och när externaliteter som föroreningar är diffusa, så är pigouvianska skatter ett effektivt sätt att styra samhället på. Då kan man förvänta sig att sådana skatter kan leda till höjningar av levnadsstandarden, liksom högre BNP-tillväxt. Under vissa förhållanden kan dubbla vinster uppkomma av pigouvianska skatter. Den första är minskade negativa externa effekter (föroreningar). Den andra tillkommer när skiftning av statens skatteinkomster mot skatter mer tydligare pigouviansk karaktär är möjligt. Om staten håller inkomsterna konstanta, kan man minska andra skatter.
Ett problem är svårigheten att införa och upprätthålla pigouvianska skatter. Politiska faktorer som lobbying mot regeringar av miljöförstörande företag eller andra aktörer kan minska eller förhindra skatter. Specialintressen kan påverka regeringar i den andra riktningen, med alltför höga skatter som följd. Dock är den första situationen mer sannolik, beroende på problem med kollektivt handlande. Det är svårare och mer kostsamt för månghövdade aktörer att organisera sig än för mer fåtaliga aktörer. Många problem med externaliteter handlar om företag eller organisationer som utvinner vinster från samhället med rent-seeking och genom att inte betala sina fulla sociala kostnader. Samtidigt består de motstående intressena av mångtaliga men relativt sett resursfattiga individer.

## Exempel på pigouvianska skattemekanismer
- Miljöskatter: Skatter på koldioxid, bensin och andra ämnen som förorenar är en vanlig åtgärd för att åtgärda miljöproblem eller utsläpp av växthusgaser. I fallet koldioxid är det dock ifrågasatt huruvida skatterna har avsedd verkan.[2]
- Drogskatter: Skatter på droger såsom tobak och alkohol används för att minska konsumtionen och därmed de problem med sjukdomar och brottslighet som kan följa med droger. Dessa skatter kan ofta vara höga.
- Trängselskatter: Skatter på begränsade vägytor kan minska överanvändning av vägar i storstäder. Väganvändningen kan effektiviseras genom att den fördelas jämnare över tid.